# Leopold Karpeles
Leopold Karpeles (9. září 1838, Praha – 2. února 1909) byl původem český voják a vlajkonoš, který bojoval v Americké občanské válce na straně Unie. Za svou službu získal Medaili cti. Jedná se o prvního známého nositele tohoto vyznamenání, který byl českého původu.

## Životopis
Narodil se v Praze v židovské rodině. Do Spojených států amerických emigroval zřejmě po roce 1848. Pro příjezdu se přestěhoval do města Galveston v Texasu, kde pracoval v obchodě svého staršího bratra Emila. V roce 1861 se přestěhoval do státu Massachusetts. Jak později uvedla jeho dcera, tak důvodem proč se dobrovolně přidal do jednotek Unie bylo, že se mu otroctví jevilo jako odporné.
Byl přijat k ke službě u 46. pěšího massachusettského pluku. V květnu 1864 se účastnil Bitvy v divočině (Battle of the Wilderness) ve Virginii. 24. května 1864 bojoval v Bitvě u Severní Anny (Battle of North Anna).
Za svou statečnost během služby obdržel Medaili cti. Dle očitých svědků Bitvy v divočině se Karpeles s vlajkou postavil na pařez, aby byly barvy Unie pro jeho spolubojovníky lépe viditelné, přičemž navzdory mnoha průstřelům praporu on sám nebyl zraněn.
Na oficiálním seznamu nositelů Medaile cti je zřejmě chybně uvedeno, že pocházel z Maďarska, ačkoliv on sám vždy uváděl Prahu jako místo svého původu.
Zemřel v roce 1909. Je pohřben na židovském hřbitově ve Washingtonu D.C.